# Knightsbridge
Knightsbridge è un distretto residenziale e commerciale situato nella parte sud-occidentale della Central London. Costeggiato da Hyde Park a nord, Belgravia ad est, Chelsea a sud e Kensington ad ovest, il quartiere è uno dei più prestigiosi della capitale britannica.
Knightsbridge è internazionalmente noto per la presenza dei grandi magazzini Harrods, situati in Brompton Road. Sloane Street, una delle principali vie del quartiere, ospita un gran numero di boutique di lusso, nonché il department store Harvey Nichols.
Il distretto congiunge la City of Westminster al Royal Borough of Kensington and Chelsea ed è considerato uno dei due international centres della Grande Londra, insieme al West End.

## Storia
Knightsbridge era in origine un piccolo borgo posto al di fuori della City of London, fra i villaggi di Chelsea (Chelsey), Kensington (Kensing town) e Charing. Ai tempi di Edoardo I, Knightsbridge apparteneva all'abbazia di Westminster. Esso ha preso il nome da un ponte sul fiume Westbourne oggi interrato. Esistono delle fonti antiche riportanti il fatto che l'Imperatrice Matilde incontrò i cittadini di Londra al Knight's Bridge nel 1141.